# Жујинце
Жујинце (алб. Zhunicë) је насеље у Србији у општини Прешево у Пчињском округу. Према попису из 2022. било је 1102 становника.
Жујинце је плодно село у моравичкој равници, кроз које протиче Прешевска река.
У пространом потесу Црквиште налазило се велико римско насеље.
Почетком XVI века ово село је имало 19 хришћанских породица.
Махале насеља Жијунце су следећa: Доња мала, Муламарска мала, Идинска мала, Муаџирска мала, Бећирска мала и Чирбаџијска или Горња мала.
Старинци у Жујинцу си Кејинци.
Томоним насеља потиче од имена Жујинци. Застарела реч жуј, значи жут, жућкаст.

## Демографија
У насељу Жујинце живи 714 пунолетних становника, а просечна старост становништва износи 28,4 година (28,3 код мушкараца и 28,6 код жена). У насељу има 315 домаћинстава, а просечан број чланова по домаћинству је 3,96.
Ово насеље је великим делом насељено Албанцима (према попису из 2002. године).
|  |

| Демографија | Демографија | Демографија |
| Година      | Становника  | Становника  |
| ----------- | ----------- | ----------- |
| 1948.       | 948         |             |
| 1953.       | 1.018       |             |
| 1961.       | 1.068       |             |
| 1971.       | 1.197       |             |
| 1981.       | 1.284       |             |
| 1991.       | 1.405       | 1.331       |
| 2002.       | 1.248       | 1.759       |
| 2022.       | 1.102       |             |

| Година пописа     | 1948. | 1953. | 1961. | 1971. | 1981. | 1991. | 2002. |
| ----------------- | ----- | ----- | ----- | ----- | ----- | ----- | ----- |
| Број домаћинстава | 132   | 145   | 143   | 166   | 192   | 222   | 315   |

| Број чланова      | 1  | 2  | 3  | 4  | 5  | 6  | 7  | 8 | 9 | 10 и више | Просек |
| ----------------- | -- | -- | -- | -- | -- | -- | -- | - | - | --------- | ------ |
| Број домаћинстава | 34 | 51 | 34 | 63 | 75 | 35 | 16 | 4 | 1 | 2         | 3,96   |

| Пол    | Укупно | Неожењен/Неудата | Ожењен/Удата | Удовац/Удовица | Разведен/Разведена | Непознато |
| ------ | ------ | ---------------- | ------------ | -------------- | ------------------ | --------- |
| Мушки  | 389    | 101              | 273          | 14             | 1                  | 0         |
| Женски | 400    | 66               | 311          | 23             | 0                  | 0         |
| УКУПНО | 789    | 167              | 584          | 37             | 1                  | 0         |

| Пол    | Укупно                    | Пољопривреда, лов и шумарство | Рибарство                            | Вађење руде и камена | Прерађивачка индустрија       |
| ------ | ------------------------- | ----------------------------- | ------------------------------------ | -------------------- | ----------------------------- |
| Мушки  | 189                       | 96                            | 0                                    | 0                    | 34                            |
| Женски | 91                        | 76                            | 0                                    | 0                    | 3                             |
| УКУПНО | 280                       | 172                           | 0                                    | 0                    | 37                            |
| Пол    | Производња и снабдевање   | Грађевинарство                | Трговина                             | Хотели и ресторани   | Саобраћај, складиштење и везе |
| Мушки  | 0                         | 3                             | 8                                    | 0                    | 9                             |
| Женски | 0                         | 0                             | 2                                    | 0                    | 0                             |
| УКУПНО | 0                         | 3                             | 10                                   | 0                    | 9                             |
| Пол    | Финансијско посредовање   | Некретнине                    | Државна управа и одбрана             | Образовање           | Здравствени и социјални рад   |
| Мушки  | 0                         | 1                             | 0                                    | 11                   | 2                             |
| Женски | 0                         | 1                             | 1                                    | 1                    | 1                             |
| УКУПНО | 0                         | 2                             | 1                                    | 12                   | 3                             |
| Пол    | Остале услужне активности | Приватна домаћинства          | Екстериторијалне организације и тела | Непознато            | Непознато                     |
| Мушки  | 3                         | 0                             | 0                                    | 22                   | 22                            |
| Женски | 0                         | 0                             | 0                                    | 6                    | 6                             |
| УКУПНО | 3                         | 0                             | 0                                    | 28                   | 28                            |

| Етнички састав према попису из 2002.‍ | Етнички састав према попису из 2002.‍ | Етнички састав према попису из 2002.‍ | Етнички састав према попису из 2002.‍ | Етнички састав према попису из 2002.‍ |
| ------------------------------------ | ------------------------------------ | ------------------------------------ | ------------------------------------ | ------------------------------------ |
|                                      |                                      |                                      |                                      |                                      |
| Албанци                              | Албанци                              |                                      | 1.189                                | 95,27%                               |
| Срби                                 | Срби                                 |                                      | 52                                   | 4,16%                                |
| непознато                            | непознато                            |                                      | 3                                    | 0,24%                                |

| Етнички састав према попису из 2022.‍ | Етнички састав према попису из 2022.‍ | Етнички састав према попису из 2022.‍ | Етнички састав према попису из 2022.‍ | Етнички састав према попису из 2022.‍ |
| ------------------------------------ | ------------------------------------ | ------------------------------------ | ------------------------------------ | ------------------------------------ |
|                                      |                                      |                                      |                                      |                                      |
| Албанци                              | Албанци                              |                                      | 1.086                                | 98,5%                                |
| Срби                                 | Срби                                 |                                      | 13                                   | 1,2%                                 |